# Abdourahamane Tchiani
Abdourahamane Tchiani, noto anche con lo pseudonimo di Omar Tchiani (in arabo  عبد الرحمن تشياني‎?; Tillabéri, 1960 o 1961), è un generale e politico nigerino, Presidente del Niger dal 28 luglio 2023.
Salito al potere in seguito al colpo di Stato del 26 luglio 2023, dopo il quale ha acquisito la carica di Presidente del Consiglio nazionale per la salvaguardia della Patria, la giunta militare che ha assunto il governo del paese, egli è risultato essere il capo di stato de facto del paese fino al 26 marzo 2025, quando è stato ufficialmente nominato Presidente ad interim.

## Biografia
Nato nel 1960, o nel 1961, è entrato nell'esercito nel 1984. Ha poi frequentato la École d'application de l'infanterie de Thiès.
Dopo essere stato per un periodo aiutante di campo, Tchiani è stato nominato capo della guardia presidenziale nel 2011 da Mahamadou Issoufou, allora presidente, di cui è considerato un fedele nonostante i sospetti di partecipazione il tentato putsch del 2015; Mohamed Bazoum aveva deciso di mantenere Tchiani in questo incarico quando divenne a sua volta presidente, nel 2021. È così riuscito a sventare i due tentativi di putsch che Bazoum ha affrontato.
Ha svolto un ruolo chiave nel colpo di stato in Niger del 2023 arrestando Mohamed Bazoum. Per il giorno successivo era previsto il licenziamento di Tchiani e la ristrutturazione della guardia presidenziale. Il 28 luglio 2023, dopo due giorni di trattative all'interno dell'esercito, assume la guida del Consiglio Nazionale per la Salvaguardia della Patria (Conseil national pour la sauvegarde de la patrie).
Il 26 marzo 2025, viene ufficialmente nominato Presidente del Niger ad interim.